# 7550 Вулам
7550 Вулам (7550 Woolum) — астероїд головного поясу, відкритий 1 березня 1981 року.
Тіссеранів параметр щодо Юпітера — 3,568.
Названий на честь Дороті С. Вулам (н. 1942) - професора Каліфорнійського державного університету у Фулертоні. Дороті зробила значний внесок у поєднання астрофізики і метеористики для вивчення утворення та еволюції Сонячної системи, за рахунок геохімічного вивчення благородних газів.